# 22423 Kudlacek
22423 Kudlacek este o planetă minoră (asteroid), cu un diametru de 3,148 km, din centura de asteroizi. A fost descoperită pe 19 decembrie 1995 la Observatorul Național Kitt Peak de Spacewatch. 
Obiectul prezintă o orbită caracterizată de o semiaxă mare de 2,620947 UAi, o excentricitate de 0,12, o înclinație de 15,10006 ° în raport cu ecliptica.